# Opservatorija Maunt Vilson
Opservatorija Maunt Vilson (MWO) je astronomska opservatorija u okrugu Los Anđeles u Kaliforniji, Sjedinjene Države. Ova opservatorija je locirana na Maunt Vilsonu, vrhu sa 1.740-metre (5.710-foot) u San Gabriel planinama u blizini Pasadene, severoistočno od Los Anđelesa.
Opservatorija sadrži dva istorijski važna teleskopa: Hukerov teleskop od 100 in (2,5 m), koji je bio najveći aperturni teleskop od svog završetka 1917. do 1949, i 60-inčni teleskop koji je bio najveći operativni teleskop na svetu kada je dovršen 1908. Ova opservatorija takođe sadrži solarni teleskop Snou završen 1905, 60-stopni (18 m) solarni toranj dovršen 1908, 150-stopni (46 m) solarni toranj dovršen 1912, i  niz, koji je sagradio Državni univerzitet Džordžije, koji je postao u potpunosti operativan 2004. godine, i bio je najveći optički interferometar na svetu u to vreme.
Zbog inverzionog sloja koji zarobljava smog iznad Los Anđelesa, Maunt Vilson ima stabilniji vazduh od bilo koje druge lokacije u Severnoj Americi, što je čini idealnom za astronomiju, a posebno za interferometriju. Sve veće zagađenje svetlom usled rasta šireg Los Angelesa ograničilo je sposobnost opservatorije da se bavi astronomijom dubokog svemira, ali i dalje ostaje produktivan centar, a CHARA niz nastavlja važna zvezdana istraživanja.
Početni napori da se postavi teleskop na planinu Vilson odvili su se tokom 1880-ih od strane jednog od osnivača Univerziteta Južne Kalifornije, Edvarda Falesa Spensa, ali je on preminuo pre okončanja finansijskih nastojanja. Opservatoriju je osmislio i osnovao Džordž Eleri Hejl, koji je prethodno izgradio teleskop od 1 metra u opservatoriji Jerkis, tada najveći teleskop na svetu. Solarnu opservatoriju Maunt Vilson prvobitno je finansirala Karnegijeva institucija iz Vašingtona 1904. godine, iznajmljujući zemljište u zakup od vlasnika hotela Maunt Vilson 1904. godine. Među uslovima zakupa bilo je i to da se omogući javni pristup.

## Solarni teleskopi
U opservatoriji Maunt Vilsonu postoje tri solarna teleskopa. Danas se samo jedan od ovih teleskopa, Solarni toranj od 60 stopa, još uvek koristi za solarna istraživanja.

### Solarni teleskop Snou
Solarni teleskop Snou je bio prvi teleskop koji je instaliran u novonastaloj Sunčevoj opservatoriji Maunt Vilson. To je bio prvi trajno postavljeni solarni teleskop na svetu. Solarni teleskopi su ranije bili prenosivi kako bi mogli da budu odneti do oblasti pomračenja Sunca širom sveta. Ovaj teleskop je Jerkis opservatoriji poklonila Helen Snou iz Čikaga. Džordž Eleri Hejl, tada direktor Jerkisa, je organizovao da se teleskop donese na Maunt Vilson kako bi bio stavljen u upotrebu kao merodavni naučni instrument. Njegovo primarno ogledalo od 24 in (61 cm) sa žižnom daljinom od 60 ft (18 m), zajedno sa spektrografom, obavilo je rad na spektrima sunčevih pega od presudnog značaja, doplersko pomeranje rotirajućeg sunčevog diska i dnevne solarne slike u nekoliko talasnih dužina. Ubrzo su usledila zvezdana istraživanja, jer je za najsjajnije zvezde bilo moguće da se snimaju njihovi spektri uz vrlo dugo izlaganje na staklenim pločama. U današnje vreme solarni teleskop Snou uglavnom koriste studenti dodiplomskih studija koji se obučavaju u oblasti solarne fizike i spektroskopije. On je takođe javno korišćen za tranzit Merkura preko lica Sunca 9. maja 2016. godine.

### 60-stopni solarni toranj
Solarni toranj od 60 ft (18 m) ubrzo je izgrađen na prostoru u blizini teleskopa Snou. Po završetku 1908. godine, dizajn vertikalnog tornja solarnog teleskopa sa žižnom daljinom od 60 stopa omogućio je mnogo veću rezoluciju solarne slike i spektra nego što bi teleskop Snov mogao da ostvari. Veća rezolucija je omogućena postavljanjem optičke opreme iznad tla, čime se izbegavaju izobličenja prouzrokovana zagrevanjem tla od Sunca. Dana 25. juna 1908, Hejl je zabeležio Zemanovo cepanje u spektru sunčeve pege, pokazujući prvi put da magnetna polja postoje na vanzemaljskom objektu. Kasnije je došlo do otkrića obrnutog polariteta u sunčevim pegama novog solarnog ciklusa 1912. Uspeh 60-stopnog solarnog toranja podstakao je Hejla da otpočne izgradnju za još jednog, višeg teleskopskog tornja. Tokom 1960-tih godina Robert Lejton je otkrio da Sunce ima petominutne oscilacije i time je nastalo naučno polje helioseizmologije. 60-stopnim solarnim tornjem upravlja Odeljenje za fiziku i astronomiju Univerziteta u Južnoj Kaliforniji.

### 150-stopni solarni toranj
Solarni toranj sa žižnom daljinom od 150 ft (46 m) predstavlja expanziju dizajna solarnog tornja svojim dizajnom toranja u tornju. (Toranj je zapravo visok 176 ft (54 m) metra.) Unutrašnji toranj podržava gornju optičku opremu, dok spoljni toranj, koji u potpunosti okružuje unutrašnji toranj, podržava kupolu i podove oko optičke opreme. Ovaj dizajn je omogućio potpunu izolaciju optičke opreme od efekta vetra koji njiše toranj. Dva ogledala dovode sunčevu svetlost do sočiva 12 in (30 cm) koje fokusira svetlost dole u prizemlje. Izgradnja tornja je okončana 1910. godine, ali nezadovoljavajuća optička oprema je prouzrokovala dvogodišnje kašnjenje pre nego što su postavljena odgovarajuća dubletska sočiva. Istraživanja sprovedana ovim teleskopom su uključivala solarnu rotaciju, polaritete sunčevih pega, dnevne grafičke zapise izgleda sunčevih pega i mnoštvo istraživanja magnetnog polja. Ovaj solarni teleskop bi bio najveći na svetu tokom 50 godina, dok se Makmah-Pirsov solar teleskop nije dovršen na Kit Piku u Arizoni 1962. Godine 1985, UCLA je preuzeo rad solarnog tornja od Karnegijeve opservatorije nakon što je ta ustanova donela odluku da se obustavi finansiranje opservatorije.

## 60-inčni teleskop
Za teleskop od 60 inča, Džordž Eleri Hejl je 1896. dobio prazno ogledalo od 60 in (1,5 m), koje je izlio Sen-Goben u Francuskoj, 1896. godine kao poklon od svog oca Vilijama Hejla. To je bio to stakleni disk debljine 19 cm i težine 860 kg. Međutim, tek 1904. Hejl je dobio sredstva od Karnegijevog instituta za izgradnju opservatorije. Brušenje je počelo 1905. i trajalo je dve godine. Montaža i konstrukcija teleskopa odvila se u San Francisku i jedva da je preživela zemljotres 1906. godine. Prevoz delova na vrh planine Vilson bio je ogroman zadatak. Prvo svetlo bilo je 8. decembra 1908. Bio je to, u to vreme, najveći operativni teleskop na svetu. Levijatan iz Parsonstauna lorda Rosa, teleskop od 72 inča (1,8 metara) izgrađen 1845. godine, bio je van upotrebe do 1890-ih.
Iako nešto manji od Levijatana, ivah 60-inčni teleskop je imao mnogo prednosti uključujući daleko bolju lokaciju, stakleno ogledalo umesto metalnog spekuluma i precizan nosač koji je mogao precizno da prati bilo koji pravac na nebu, tako da je 60-inčni teleskop predstavljao znatan napredak.
Teleskop od 60 inča je reflektorski teleskop napravljen za njutnovske, kasegrejnske i kaudske konfiguracije. Trenutno se koristi u savijenoj kasegrejnskoju konfiguraciji. On je postao jedan od najproduktivnijih i najuspešnijih teleskopa u astronomskoj istoriji. Njegov dizajn i moć prikupljanja svetlosti omogućili su pionirsku spektroskopsku analizu, merenju paralakse, fotografiji maglina i fotometrijske fotografije. Iako ga je po veličini nadmašio teleskop Huker od 100 inča devet godina kasnije, ovaj 60-inčni teleskop je ostao jedan od najvećih u upotrebi decenijama.
Godine 1992, 60-inčni teleskop je opremljen ranim adaptivnim optičkim sistemom, Eksperimentom atmosferske kompenzacije (ACE). Ovaj 69-kanalni sistem je poboljšao potencijalnu moć razlučivanja teleskopa sa 0,5 do 1,0 lučnih sekundi na 0,07 lučnih sekundi. ACE je razvila DARPA za sistem Strateške odbrambene inicijative, a Nacionalna naučna fondacija je finansirala civilnu konverziju.
Danas se teleskop koristi za informisanje javnosti. To je drugi najveći teleskop na svetu posvećen široj javnosti. Po meri napravljeni okulari od 10 cm su postavljeni na njegov fokus pomoću savijene konfiguracije kasegrejna da bi se pružio pogled na Mesec, planete i objekte dubokog neba. Grupe mogu rezervisati teleskop za veče posmatranja.

## 100-inčni Hukerov teleskop
Hukerov teleskop od 100 in (2,5 m) koji se nalazi u opservatoriji planine Vilson, Kalifornija, završen je 1917. godine i bio je najveći teleskop na svetu do 1949. godine. To je jedan je od najpoznatijih teleskopa u opservatorskoj astronomiji 20. veka. Koristio ga je Edvin Habl da izvede zapažanja sa kojima je proizveo dva fundamentalna rezultata koja su promenila naučni pogled na Univerzum. Koristeći zapažanja koja je napravio 1922–1923, Habl je uspeo da dokaže da se univerzum prostire izvan galaksije Mlečni put i da je nekoliko maglina udaljeno milionima svetlosnih godina. Zatim je pokazao da se univerzum širi.
| Godina | Opis |
| ------ | --- |
| 1923   | Edvin Habl konačno dokazuje da je maglina Andromeda van galaksije Mlečni put |
| 1929   | Habl i Milton Hjumason potvrđuju da se Univerzum širi, mere njegovu brzinu širenja i mere veličinu poznatog Univerzuma |
| 1930s  | Fric Cviki pronalazi dokaze za postojanje tamne materije |
| 1938   | Set Nikolson pronalazi dva Jupiterova satelita, nazvana #10 i #11. |
| 1940s  | Zapažanja Voltera Badea iz 1940-ih dovela su do razlikovanja zvezdanih populacija i do otkrića dva različita tipa promenljivih zvezda Cefeida, koje udvostručuju veličinu poznatog univerzuma koji je ranije izračunao Habl. |

## Literatura
- Condon, E. U.; G. H. Shortley (1935). The Theory of Atomic Spectra. Cambridge University Press. ISBN 0-521-09209-4. (Chapter 16 provides a comprehensive treatment, as of 1935.)
- Zeeman, P. (1896). „Over de invloed eener magnetisatie op den aard van het door een stof uitgezonden licht” [On the influence of magnetism on the nature of the light emitted by a substance]. Verslagen van de Gewone Vergaderingen der Wis- en Natuurkundige Afdeeling (Koninklijk Akademie van Wetenschappen te Amsterdam) [Reports of the Ordinary Sessions of the Mathematical and Physical Section (Royal Academy of Sciences in Amsterdam)] (на језику: Dutch). 5: 181—184 and 242—248. Bibcode:1896VMKAN...5..181Z.
- Zeeman, P. (1897). „On the influence of magnetism on the nature of the light emitted by a substance”. Philosophical Magazine. 5th series. 43 (262): 226—239. doi:10.1080/14786449708620985.
- Zeeman, P. (11. 2. 1897). „The effect of magnetisation on the nature of light emitted by a substance”. Nature. 55 (1424): 347. Bibcode:1897Natur..55..347Z. doi:10.1038/055347a0 .
- Zeeman, P. (1897). „Over doubletten en tripletten in het spectrum, teweeggebracht door uitwendige magnetische krachten” [On doublets and triplets in the spectrum, caused by external magnetic forces]. Verslagen van de Gewone Vergaderingen der Wis- en Natuurkundige Afdeeling (Koninklijk Akademie van Wetenschappen te Amsterdam) [Reports of the Ordinary Sessions of the Mathematical and Physical Section (Royal Academy of Sciences in Amsterdam)] (на језику: Dutch). 6: 13—18, 99—102, and 260—262.
- Zeeman, P. (1897). „Doublets and triplets in the spectrum produced by external magnetic forces”. Philosophical Magazine. 5th series. 44 (266): 55—60. doi:10.1080/14786449708621028.
- Richard Feynman, Robert B. Leighton, Matthew Sands. The Feynman Lectures on Physics. 3. Addison-Wesley. ISBN 0-201-02115-3.
- Forman, Paul (1970). „Alfred Landé and the anomalous Zeeman Effect, 1919-1921”. Historical Studies in the Physical Sciences. 2: 153—261. JSTOR 27757307. doi:10.2307/27757307.
- Griffiths, David J. (2004). Introduction to Quantum Mechanics (2nd изд.). Prentice Hall. ISBN 0-13-805326-X.
- Liboff, Richard L. (2002). Introductory Quantum Mechanics. Addison-Wesley. ISBN 0-8053-8714-5.
- Sobelman, Igor I. (2006). Theory of Atomic Spectra. Alpha Science. ISBN 1-84265-203-6.
- Foot, C. J. (2005). Atomic Physics. ISBN 0-19-850696-1.

## Spoljašnje veze
- Zvanični veb-sajt
- Hearst Magazines (januar 1931). „Telescope's Five Ton Eye Is Restored With Silver”. Popular Mechanics. Hearst Magazines. стр. 1.